# Juan Martín Jáuregui
Juan Martín Jáuregui (Mar del Plata, 6 de junho de 1979) é um ator argentino com carreira no México.

## Biografia
Estou atuação na CEFAT, da TV Azteca. Também estudou em Mar del Plata e estudou na Escola Metropolitana de Arte Dramático, de Buenos Aires. Também fez diversos cursos de dança e teatro.
Na TV Azteca trabalhou em produções como Un día cualquiera, Lo que la gente cuenta, A cada quien su santo, La Teniente e Lo que callamos las mujeres.
Em 2016, estreou na Televisa com a novela Sin rastro de ti, ao lado de Adriana Louvier e Danilo Carrera. Posteriormente trabalhou em La candidata e interpretou a Hernán Trevilla, compartindo cenas com Susana González. Por essas duas novelas, foi indicado ao TVyNovelas na categoria ator revelação.
Em 2017 participou da 5ª temporada da novela El señor de los cielos. Ainda em 2017 integra o elenco da novela Sin tu mirada.

## Carreira

### Televisão
| Ano     | Título                             | Personagem                                     |
| ------- | ---------------------------------- | ---------------------------------------------- |
| 2025    | Regalo de amor                     | Mauricio                                       |
| 2024    | Fugitivas, en busca de la libertad | Ismael Domínguez Urqutza "El Fiscal"           |
| 2023    | Eternamente amándonos              | Ignacio Cordero / Cristóbal Iturbide Ruvalcaba |
| 2022    | La madrastra                       | Bruno Tejada                                   |
| 2021    | SOS me estoy enamorando            | Diego Miranda                                  |
| 2021    | ¿Qué le pasa a mi familia?         | Iván García Altamirano                         |
| 2020    | Imperio de mentiras                | Marcelo Arizmendi                              |
| 2019    | La usurpadora                      | Gonzalo Santamaría                             |
| 2019    | Preso No. 1                        | Ricardo Montero                                |
| 2018    | Sin tu mirada                      | Ricardo Bazán Escárcega                        |
| 2017    | El señor de los cielos             | Sebastián Almagro                              |
| 2016    | La candidata                       | Hernán Trevilla                                |
| 2016    | Un día cualquiera                  | Diego / Felipe / Manfredo                      |
| 2016    | Sin rastro de ti                   | Braulio Portes                                 |
| 2014-15 | Los miserables                     | Evaristo Rodríguez                             |
| 2013-14 | Prohibido amar                     | Marcos Roldán                                  |
| 2012    | La Teniente                        | Bruno Santoscoy                                |
| 2012    | Infames                            | Daniel Herrera                                 |
| 2011    | El octavo mandamiento              | Javier                                         |
| 2011    | Al caer la noche                   | Diego                                          |
| 2011    | Capadocia                          | Avelino                                        |
| 2010    | Lo que callamos las mujeres        | Juan / Marco                                   |
| 2010    | Bienes raíces                      | José "Pepe" Durán                              |
| 2009    | Demente                            | Santiago                                       |
| 2008    | A cada quién su santo              |                                                |
| 2008    | Decisiones                         |                                                |
| 2008    | Lo que la gente cuenta             | Ricardo                                        |
| 2005-06 | El amor no tiene precio            | Cobra                                          |
| 2003    | Güeros de tránsito                 | Tomás                                          |
| 2003    | Enamórate                          |                                                |

### Cinema
| Ano  | Título                | Personagem |
| ---- | --------------------- | ---------- |
| 2014 | La dictadura perfecta | Reportero  |
| 2011 | 180                   |            |

### Teatro
| Ano     | Título              | Personagem  |
| ------- | ------------------- | ----------- |
| 2013    | La Lechuga          | Héctor      |
| 2004-05 | Recordando con ira  | Cliff       |
| 2002-03 | 2x1... mejor mañana | José "Pepe" |
| 1998-99 | Los protagonistas   | Armando     |
| 1996-97 | Ni alas, ni raíces  | Andrés      |

## Prêmios e indicações

### Prêmio TVyNovelas
| Ano  | Categoria             | Telenovela                      | Resultado |
| ---- | --------------------- | ------------------------------- | --------- |
| 2017 | Melhor ator revelação | La candidata e Sin rastro de ti | Nomeado   |